# Krascheninnikovia fruticulosa
Krascheninnikovia fruticulosa là loài thực vật có hoa thuộc họ Dền. Loài này được (Pazij.) Czerep. mô tả khoa học đầu tiên năm 1995.